# مسیح‌آباد (میامی)
مسیح‌آباد روستایی در دهستان فرومد بخش مرکزی شهرستان میامی استان سمنان ایران است این روستا که دلیل نام گذاری ان به دو روايت بوده‌است که روایت اول این است که به دلیل وجود معادن مس زیاد اوایل به نام مس اباد شناخته میشده اما در طول زمان به مسیح اباد تغییر نام داده دلیل دوم به خاطر وجود قبرهایی از شدادیان که اصالتا روس و مسیحی بوده اند به این نام شناخته میشود نام خانوادگی در این روستا سعیدی میباشد  واز جد ایشان که به نام سعید بوده گرفته شده است سعید در روستای دماوند امروزی ساکن بوده است اما به دلیل نزاع های خانوادگی مجبور به کوچ میشودمردمان این روستا بسیار خون گرم و به دور از نزاع ودعوا بوده به همین دلیل از اول کوچ نشینی  را برای دوری از نزاع ودعوا انتخاب کرده و به مناطق ارام تر رفته اند تا درنهایت جدبزرگشان حاج محمد که از روستایی در ۱۲ کیلومتری همین روستا به نام فیروزاباد کوچ کرده ودراینجا سکنا گزید که تمامی مردمان این روستا از نوادگان همین فرد هستند ،مناطق تاریخی در این روستا وجود دارد که به دلیل کم توجهی مسوالین در حال تخریب واز بین رفتن است همان طور که نقل از قدیم است زمانی که حاج محمد پا در این محل گذاشت  مکان هایی قدیمی تر وجود داشت که هم اکنون هم اثار چند از انها وجود دارد همچنین درزمانی که برای حفر قنات مشغول بوده اند ناگهان به قنات قدیمی تری بر میخورن که  به دلیل سالها استفاده نشده مخروبه شده واز ازبین رفته شغل مردمان این روستا در گذشته دامداری و کشاورزی بوده اما هم اکنون در معادن کرومیت که مشروف به شمال روستا هست مشغول به کار وفعالیت هستن این روستا همچین درکنار ظرفیت بالای باستان شناسی ظرفیت بالایی هم برای جاذبه های گردشگری دارد که متاسفانه مورد توجه قرار نگرفته است همچنین ادامه مسیر کال شور جاجرم دراین مسیر بسیار دیدنی است که خالی از لطف نیست و جانداران کم یابی هم در این محل دیده شده اند که گربه وحشی از جمله انهاست 
این‌مطلب توسط سجاد سعیدی نوشته شده است

## جمعیت
بر پایه سرشماری عمومی نفوس و مسکن در سال ۱۳۹۵ جمعیت این روستا ۷۴ نفر (۲۳خانوار) بوده‌است.